# Discographie de Jacques Dutronc
Cet article regroupe la discographie de Jacques Dutronc.

## Albums studio
- 1966 : Et moi, et moi, et moi (Vogue)
- 1968 : Il est cinq heures (Vogue)
- 1969 : L’Opportuniste (Vogue)
- 1970 : L’Aventurier (Vogue)
- 1971 : Jacques Dutronc (Vogue)
- 1972 : Jacques Dutronc (Vogue)
- 1975 : Jacques Dutronc (Vogue)
- 1980 : Guerre et pets (Gaumont Musique)
- 1982 : C'est pas du bronze (Gaumont Musique)
- 1987 : C.Q.F.D...utronc (CBS)
- 1995 : Brèves Rencontres (Columbia)
- 2003 : Madame l'existence (Columbia)
- 2022 : Dutronc & Dutronc (Decca Records) (Reprises de leurs titres standards interprétés avec son fils Thomas)

## Albums en public
- 1992 : Jacques Dutronc au Casino (Columbia)
- 2010 : Et vous, et vous, et vous (Columbia)
- 2019 : Les Vieilles Canailles Le Live
- 2023 : Dutronc & Dutronc - La tournée générale !

## Compilations
- 1992 : Intégrale Dutronc, les années Columbia
- 1993 : Complètement Dutronc : avec un Album live inédit, enregistré au cabaret parisien, La Tête de l'Art.
- 2004 : L'intégrale les Cactus : contient des titres inédits (Monsieur Cyber, Le John Wayne des HLM, Repose Beethoven, Effluves, etc.), des versions en italien de Et moi, et moi, et moi et en espagnol de Il est cinq heures, Paris s'éveille, des versions de Les gens sont fous et de Le dragueur des supermarchés différentes des originaux et Le Gala chez Renault, un délire dutronien, une sorte de fête d'entreprise improvisée dans laquelle il joue plusieurs personnages. L'Intégrale, (sur le dernier disque), inclut les histoires Recette de la voiture au clair de lune et Le Sceptre.
- 2004 : En Vogue: classé quinzième au Top 100 des meilleurs albums de l'histoire du rock français par le magazine Rolling Stone.
- 2009 : Best of Jacques Dutronc 3 CD
- 2009 : L'Intégrale des EP Vogue
- 2014 : Les Vieilles Canailles

- 2019 :  Fume... C'est du Best

## Livres-disques
Jacques Dutronc a mis en musique et chanté deux contes pour enfants écrits par Fred :
- 1970 : Le Sceptre : Chanson du cerf asthmatique / Chanson concluante (17 cm Vogue ENF)
- 1970 : La Voiture du clair de lune : Recette de la voiture du clair de lune / Chansons de Léonard le bûcheron (17 cm Vogue ENF)

## Participation
- 2020 : Le petit jardin en duo avec Thomas Dutronc sur la réédition de l'album Frenchy
- 2017: Au bar du Lutétia en duo avec Eddy Mitchell sur son album La Même Tribu
- 2015 : "L'opportuniste", reprise en duo avec Nicolas Sirkis sur l'album hommage "Joyeux anniversaire M'sieur Dutronc"
- 2015 : Je n'suis personne en duo avec Thomas Dutronc sur son album Eternels, jusqu'à demain
- 2006 : Amour , toujours ,tendresse , caresses ... avec Françoise Hardy sur son album (Parenthèses...)
- 2000 : Une tombe à la place du cœur avec Stomy Bugsy sur son album Trop jeune pour mourir
- 2000 : Puisque vous partez en voyage, avec Françoise Hardy sur son album Clair Obscur
- 1978 : Brouillard dans la rue Corvisart avec Françoise Hardy sur son album Musique saoule
- 1972 : Quand un garçon avec Sophie Darel (45 tours)

## 45 tours (4 titres)
- 1966 : Et moi, et moi, et moi (Vogue)
- 1966 : Les Play-Boys (Vogue)
- 1966 : Les Cactus (Vogue)
- 1967 : J’aime les filles (Vogue)
- 1967 : La publicité (Vogue)
- 1968 : Il est cinq heures, Paris s'éveille (Vogue)
- 1968 : Disque d'or de la chanson (Vogue)
- 1968 : Le Courrier du cœur (Vogue)
- 1968 : L’Opportuniste (Vogue)
- 1968 : À tout berzingue (Vogue)
- 1968 : La Seine (Vogue)
- 1969 : Laquelle des deux est la plus snob (Vogue)
- 1969 : L’Hôtesse de l'air (Vogue)
- 1970 : À la vie à l'amour (Vogue)

## 45 tours (2 titres)
(Ne sont pas inclus les 45 tours 2 titres dits Jukebox de 1966 à 1969 - Pour la majorité des EP, deux 45 tours Jukebox par EP sont sortis)
- 1969 : Le Responsable (Vogue)
- 1969 : L’Hôtesse de l’air (Vogue)
- 1969 : La Maison des rêves / Quand c’est usé je le jette (BO de Pierre et Paul) (Vogue)
- 1970 : À la vie, à l’amour (Vogue)
- 1970 : À la queue les Yvelines (Vogue)
- 1970 : Le Fond de l’air est frais (Vogue)
- 1971 : L’Arsène (Vogue)
- 1971 : J’avais la cervelle qui faisait des vagues (Vogue)
- 1972 : Le Petit Jardin (Vogue)
- 1972 : Tic Tic (Vogue)
- 1972 : Il est cinq heures, Paris s'éveille (Vogue)
- 1973 : Antoine / Sébastien (BO du film Antoine et Sébastien)
- 1973 : Le Dragueur des supermarchés (Vogue)
- 1973 : Le Testamour (Vogue)
- 1973 : Gentleman Cambrioleur (Vogue)
- 1974 : L’Aventurier (Vogue) (BO du film OK patron)
- 1974 : J’comprends pas (Vogue)
- 1975 : Le Bras mécanique (Vogue)
- 1976 : Le Bon et les Méchants (Vogue) BO du film Le Bon et les Méchants
- 1980 : L'Hymne à l'amour (moi l'nœud) (Gaumont Musique)
- 1980 : J’ai déjà donné (Gaumont Musique)
- 1980 : Le Temps de l’amour (Gaumont Musique)
- 1982 : Savez-vous planquer vos sous ? (Gaumont Musique)
- 1984 : Merde in France (Gaumont Musique)
- 1987 : Opium (avec Bambou) (CBS)
- 1987 : Les Gars de la narine (CBS)
- 1987 : Qui se soucie de nous ? (CBS)
- 1992 : L’Opportuniste (Columbia) (cf Jacques Dutronc au Casino)

## Singles
- 1992 : L’Opportuniste (Columbia)
- 1992 : La Fille du Père Noël (Columbia)
- 1992 : Single de promotion de l’Intégrale Jacques Dutronc (Vogue BMG)
- 1995 : À part ça (Columbia)
- 1995 : Tous les goûts sont dans ma nature en duo avec Étienne Daho (Columbia)

## Vidéographie DVD
- 2001 : Jacques Dutronc au Casino
- 2010 : Et vous, et vous, et vous

## Classement des singles
| Années | Titres                                                 | Classement des ventes | Classement des ventes | Classement des ventes | Classement des ventes | Classement des ventes | Classement des ventes | Classement des ventes | Classement des ventes | Classement des ventes | Classement des ventes | Classement des ventes | Chiffres ventes |
| Années | Titres                                                 | FR ,                  | BEL/Wa                | BEL/Fl                | NL                    | CH ,                  | AUT                   | SE                    | NO                    | DE                    | ES                    | PT                    | Chiffres ventes |
| ------ | ------------------------------------------------------ | --------------------- | --------------------- | --------------------- | --------------------- | --------------------- | --------------------- | --------------------- | --------------------- | --------------------- | --------------------- | --------------------- | --------------- |
| 1966   | Et moi, et moi, et moi                                 | 3                     | 4                     | —                     | —                     | 7                     | —                     | —                     | —                     | 24                    | 20                    | —                     | 100 000         |
| 1966   | Mini, mini, mini                                       | —                     | 4                     | 16                    | —                     | —                     | —                     | —                     | —                     | —                     | —                     | —                     | NC              |
| 1966   | Les Play-Boys                                          | 2                     | 1                     | 5                     | —                     | —                     | —                     | —                     | —                     | 30                    | 19                    | —                     | 250 000         |
| 1967   | Les Cactus                                             | 9                     | 9                     | —                     | —                     | —                     | —                     | —                     | —                     | —                     | —                     | —                     | 50 000          |
| 1967   | J'aime les filles                                      | 6                     | 1                     | 15                    | —                     | —                     | —                     | —                     | —                     | —                     | 19                    | —                     | 100 000         |
| 1967   | La Publicité / Le plus difficile                       | 9                     | 7                     | —                     | —                     | —                     | —                     | —                     | —                     | —                     | —                     | —                     | 100 000         |
| 1968   | Il est cinq heures, Paris s'éveille                    | 5                     | 1                     | —                     | 3                     | —                     | —                     | —                     | —                     | —                     | —                     | —                     | 100 000         |
| 1968   | Le Courrier du cœur                                    | —                     | 44                    | —                     | —                     | —                     | —                     | —                     | —                     | —                     | —                     | —                     | 50 000          |
| 1968   | L'Opportuniste                                         | 16                    | 12                    | —                     | —                     | —                     | —                     | —                     | —                     | —                     | —                     | —                     | 50 000          |
| 1968   | À tout berzingue                                       | —                     | 22                    | —                     | —                     | —                     | —                     | —                     | —                     | —                     | —                     | —                     | NC              |
| 1968   | La Seine                                               | —                     | 47                    | —                     | —                     | —                     | —                     | —                     | —                     | —                     | —                     | —                     | NC              |
| 1969   | Le Responsable                                         | —                     | 6                     | —                     | —                     | —                     | —                     | —                     | —                     | —                     | —                     | —                     | NC              |
| 1969   | L'Hôtesse de l'air                                     | 6                     | 2                     | —                     | —                     | —                     | —                     | —                     | —                     | —                     | —                     | —                     | 100 000         |
| 1970   | A la vie, à l'amour                                    | 29                    | 9                     | —                     | —                     | —                     | —                     | —                     | —                     | —                     | —                     | —                     | 60 000          |
| 1970   | À la queue les Yvelines                                | 37                    | 29                    | —                     | —                     | —                     | —                     | —                     | —                     | —                     | —                     | —                     | NC              |
| 1970   | Le fond de l'air est frais                             | 34                    | 19                    | —                     | —                     | —                     | —                     | —                     | —                     | —                     | —                     | —                     | NC              |
| 1971   | L'Arsène                                               | 7                     | 3                     | —                     | —                     | —                     | —                     | 4                     | —                     | —                     | —                     | 11                    | 100 000         |
| 1972   | Le petit jardin                                        | 35                    | 16                    | —                     | —                     | —                     | —                     | —                     | —                     | —                     | —                     | —                     | NC              |
| 1973   | Le dragueur des supermarchés                           | 28                    | 40                    | —                     | —                     | —                     | —                     | —                     | —                     | —                     | —                     | —                     | NC              |
| 1973   | Le Testamour                                           | 27                    | 19                    | —                     | —                     | —                     | —                     | —                     | —                     | —                     | —                     | —                     | NC              |
| 1974   | Le Gentleman Cambrioleur                               | 5                     | 9                     | —                     | —                     | —                     | —                     | —                     | —                     | —                     | —                     | —                     | 250 000         |
| 1975   | L'Amour prison                                         | 33                    | 38                    | —                     | —                     | —                     | —                     | —                     | —                     | —                     | —                     | —                     | NC              |
| 1975   | Le Bras Mécanique                                      | —                     | 48                    | —                     | —                     | —                     | —                     | —                     | —                     | —                     | —                     | —                     | NC              |
| 1976   | La Ballade du Bon et des Méchants                      | 40                    | 48                    | —                     | —                     | —                     | —                     | —                     | —                     | —                     | —                     | —                     | NC              |
| 1981   | Le Temps de l'amour                                    | 20                    |                       | —                     | —                     | —                     | —                     | —                     | —                     | —                     | —                     | —                     | 80 000          |
| 1981   | Savez-vous planquer vos sous ?                         | 68                    |                       | —                     | —                     | —                     | —                     | —                     | —                     | —                     | —                     | —                     | NC              |
| 1984   | Merde In France (Cacapoum)                             | 47                    |                       | —                     | —                     | —                     | —                     | —                     | —                     | —                     | —                     | —                     | 100 000         |
| 1992   | L'Opportuniste (Live)                                  | 21                    |                       | —                     | —                     | —                     | —                     | —                     | —                     | —                     | —                     | —                     | 30 000          |
| 1996   | Tous les goûts sont dans ma nature (avec Étienne Daho) | 39                    | —                     | —                     | —                     | —                     | —                     | —                     | —                     | —                     | —                     | —                     | NC              |
| 2000   | Puisque vous partez en voyage (avec Françoise Hardy)   | 30                    | 34                    | —                     | —                     | —                     | —                     | —                     | —                     | —                     | —                     | —                     | NC              |
| 2015   | L'Opportuniste (avec Nicola Sirkis)                    | —                     | —                     | —                     | —                     | —                     | —                     | —                     | —                     | —                     | —                     | —                     | NC              |

Les cases grisées signifient que les classements de ce pays étaient indisponibles au moment de l'édition de ce tableau.

### Discographie complète et catalogues
- Ressources relatives à la musique (pour Jacques Dutronc) :   - AllMusic
  - Discografia Nazionale della Canzone Italiana
  - Discogs
  - Last.fm
  - MusicBrainz
  - Muziekweb
  - Rate Your Music
  - Songkick
- Notices d'autorité (pour Jacques Dutronc) :   - VIAF
  - ISNI
  - BnF (données)
  - IdRef
  - LCCN
  - GND
  - CiNii
  - Espagne
  - Pays-Bas
  - Pologne
  - Israël
  - NUKAT
  - Catalogne
  - Australie
  - Norvège
  - Tchéquie
  - Corée du Sud
  - WorldCat